# Боско Валтраваљија (Варезе)
Боско Валтраваљија (итал. Bosco Valtravaglia) је насеље у Италији у округу Варезе, региону Ломбардија.
Према процени из 2011. у насељу је живело 414 становника. Насеље се налази на надморској висини од 424 м.